# Miles Tripp
Pour les articles homonymes, voir Tripp.
Œuvres principales
- L'Attentat du fort Saint-Nicolas (1980)

Miles Tripp, né le 5 mai 1923 à Ganwick Corner, dans le Hertfordshire, en Angleterre, et mort le 2 septembre 2000 à Potters Bar, dans le Hertfordshire, est un écrivain britannique, auteur de nombreux romans policiers. Il signe à l'occasion ses romans John Michael Brett ou Michael Brett, ce dernier pseudonyme provoquant parfois la confusion avec Michael Brett, un auteur américain de roman policier, dont quelques titres ont été publiés dans la Série noire.

## Biographie
Pendant la Seconde Guerre mondiale, il est affecté aux bombardiers de la Royal Air Force. Son autobiographie, The Eight Passenger, évoque son expérience militaire.
Le conflit une fois terminé, il complète ses études de droit. Il se marie et a deux filles. Il devient avocat à Londres et, pendant une trentaine d'années, occupe un poste à la Charity Commission, tout en menant une carrière d'auteur de roman policier.
Peu intéressé par le whodunit, Miles Tripp a pour auteur favori Georges Simenon avec qui il partage son goût des études psychologiques fouillées qu'il insère dans des thrillers qui lorgnent parfois vers le roman noir. Une douzaine de ses romans ont pour héros le détective privé britannique John Samson, dont L'Attentat du fort Saint-Nicholas qui se déroule à Marseille. 
Son roman The Chicken a été porté à l'écran en 1972 par Jack Starrett sous le titre The Strange Vengeance of Rosalie (en), avec Bonnie Bedelia, Ken Howard et Anthony Zerbe.

## Œuvre

### Romans

#### SérieJohn Samson
- Obsession (1973)
- Woman in Bed (1976)
- Once a Year Man (1977)
- The Wife-Smuggler (1978)
- Cruel Victim (1979) Publié en français sous le titre Épreuve de force, Paris, Librairie des Champs-Élysées, coll. « Le Masque » no 1623, 1981
- High Heels (1980) Publié en français sous le titre L'Attentat du fort Saint-Nicolas, Paris, Librairie des Champs-Élysées, coll. « Le Masque » no 1679, 1982
- One Lover Too Many (1983)
- Some Predators are Male (1985)
- Death of Man Tamer (1987)
- The Frightened Wife (1987)
- The Cords of Vanity (1989)
- Video Vengeance (1990)
- Samson and the Greek Delilah (1995)
- Deadly Ordeal (1999)

#### Autres romans
- Faith is a Windsock (1952)
- The Image of Man (1955)
- A Glass of Red Wine (1960)
- Kilo Forty (1963), aussi publié sous le titre  Death Is Catching Publié en français sous le titre La Mort à quatre, Paris, Presses de la Cité, coll. « Un mystère » no 702, 1964
- The Skin Dealer (1964)
- A Quarter of Three (1965)
- The Chicken (1966)
- Fifth Point of the Compass (1967)
- One Is One (1968)
- Malice and the Maternal Instinct (1969)
- A Man Without Friends (1970) Publié en français sous le titre Adieu les copains..., Paris, Gallimard, coll. « Série noire » no 1464, 1972
- Five Minutes with a Stranger (1971)
- Claws of God (1972)
- Woman at Risk (1974) Publié en français sous le titre Une femme en danger, Paris, Librairie des Champs-Élysées, coll. « Le Masque » no 1461, 1977
- Going Solo (1981) Publié en français sous le titre Vol en solo, Paris, Librairie des Champs-Élysées, coll. « Le Masque » no 1700, 1983
- A Charmed Death (1984)
- The Dimensions of Deceit (1993)
- A Woman of Conscience (1994)
- Extreme Provocation (1995)
- The Suitcase Killings (1997)

### Romans signés John Michael Brett

#### SérieHugo Baron
- A Plague of Dragons (1965)
- A Cargo of Spent Evil (1966)

### Roman signé Michael Brett

#### SérieHugo Baron
- Diescast (1964), réédité ultérieurement sous le pseudonyme John Michael Brett

### Nouvelles
- When Johnny Robins Flew... (1956)
- A Place in the Night Sky (1957)
- A Man and His Rat (1957)
- The Past Is a Waiting Prisoner (1957)
- Lady from the Jungle (1969)
- Snow (1969), dans l'anthologie intitulée More Tales of Unease
- A Remedy for Nernes (1969), dans l'anthologie Winter's Crimes 1
- Fixation (1971), dans l'anthologie Winter's Crimes 3
- The Identity of His Father's Son (1974), dans l'anthologie Winter's Crimes 6
- Sister Nemesis (1976), dans l'anthologie Winter's Crimes 8
- Ragsie's Mistress (1981), dans l'anthologie Winter's Crimes 13
- Form (1984), dans l'anthologie Winter's Crimes 16
- The Casebook Casanova (1985), dans l'anthologie Winter's Crimes 17
- Murder Ex Africa (1990), dans l'anthologie Winter's Crimes 22

### Autobiographie
- The Eight Passenger: A Flight of Recollection and Discovery (1969)

## Sources
- Jacques Baudou et Jean-Jacques Schleret, Le Vrai Visage du Masque, vol. 1, Paris, Futuropolis, 1984, 476 p. (OCLC 311506692), p. 434-435.
- Claude Mesplède (dir.), Dictionnaire des littératures policières, vol. 2 : J - Z, Nantes, Joseph K, coll. « Temps noir », 2007, 1086 p. (ISBN 978-2-910-68645-1, OCLC 315873361), p. 908.